# Dzu n-Núnidák

A toledói táifa (részfejedelemség) 1037 körül

A Dzu n-Núnidák vagy Dzunnúnidák (arabul بنو ذي النون, tudományos átiratban Banū Ḏī n-Nūn vagy بنو ذنون /Banū Ḏunnūn) egy berber származású muszlim uralkodóház tagjai voltak, akik az Ibériai-félsziget középső részét uralták Toledo (Tulajtula) központtal az 1020-as évek végétől 1085-ig, majd néhány évig Valencia (Balanszija) környékét birtokolták az ún. táifák (részfejedelemségek) időszakában. Államukat az Omajjádok vezette Córdobai Kalifátus felbomlását kihasználva hozták létre, és hatalmuk a VI. Alfonz kasztíliai király vezette reconquistának esett áldozatul.

## A dinasztia története
A Dzu n-Núnidák őse a híradások szerint részt vett Hispánia 711-es meghódításában, ezután a család a Guadiela és a Tajo találkozásának vidékén szerzett viszonylag nagy befolyást. A Córdobai Kalifátus 1009-es megroggyanását követően a család Szulajmán al-Musztaínt támogatta a trónviszályban, majd annak 1016-os halálát követően valamikor megszerezték a Toledo feletti uralmat. Ennek pontos időpontja nem ismert, de Ibn Jaís kádi 1028/29-es halálát követően történhetett. A család uralma északon Talaverától és Guadalajarától délkeleten Murciáig terjedt.
Az első uralkodó, Iszmáíl az-Záfir déli muszlim és északi keresztény szomszédaival egyaránt harcban állt, de sikeresen meg tudta őrizni fejedelemségét. 1043-ban halt meg, ekkor fia, a pompakedveléséről és kultúrapártolásáról is ismert Jahja l-Mamún követte a trónon, aki rövidesen háborúba bocsátkozott a zaragozai Szulajmán ibn Húddal. A küzdelemben mindkét fél gyakran fordult a keresztény királyságokhoz segítségért, akik így megerősítették helyzetüket a területükön, eközben Jahja a sevillai Abbádidák jóindulatát azzal igyekezett biztosítani, hogy elismerte őket II. Hisám kalifa képviselőinek. Ibn Húd 1046-os halálát követően Jahja terjeszkedni kezdett: 1065-ben megszerezte Valenciát, 1074-75 folyamán, röviddel halála előtt pedig Córdobát is elhódította az Abbádidáktól.
Jahja l-Mamúnt unokája, a kevéssé tehetséges Jahja l-Kádir követte a trónon, aki alatt rövid úton összeomlott a dinasztia hatalma. Miután Córdoba és Valencia is kicsúszott a kezéből, és Toledót is kénytelen volt elhagyni, a külső fenyegetést és belső elégedetlenséget VI. Alfonz kasztíliai király behívásával próbálta orvosolni arra építve, hogy az 1072-ben Toledóban kapott menedéket, miután bátyja, II. Sancho elűzte otthonról. A kasztíliai seregek visszahelyezték trónjára, majd 1085-ben átadta a várost a keresztényeknek. Jutalmul VI. Alfonz Valencia élére helyezte, majd 1092-ben megölették.

## Dzu n-Núnida uralkodók
- Iszmáíl ibn Abd ar-Rahmán az-Záfir (1028/1029-1043)
- Jahja ibn Iszmáíl al-Mamún (1043-1074/1075)
- Jahja l-Kádir (Toledóban 1074/1075–1085, Valenciában 1085–1092)